# Tulaviok
Tulaviok est un groupe de punk rock français, originaire d'Uzès, dans le Gard. Il est formé en 1984 durant la période du rock alternatif. Leur spécificité réside dans le fait que leur répertoire est principalement constitué de chansons paillardes. Le groupe se sépare en 1989. Le groupe se reforme en novembre 2019, le 29 pour un concert à la Pêche à Montreuil et le 30 pour un concert au Gibus à Paris (concerts à guichets fermés).

## Biographie

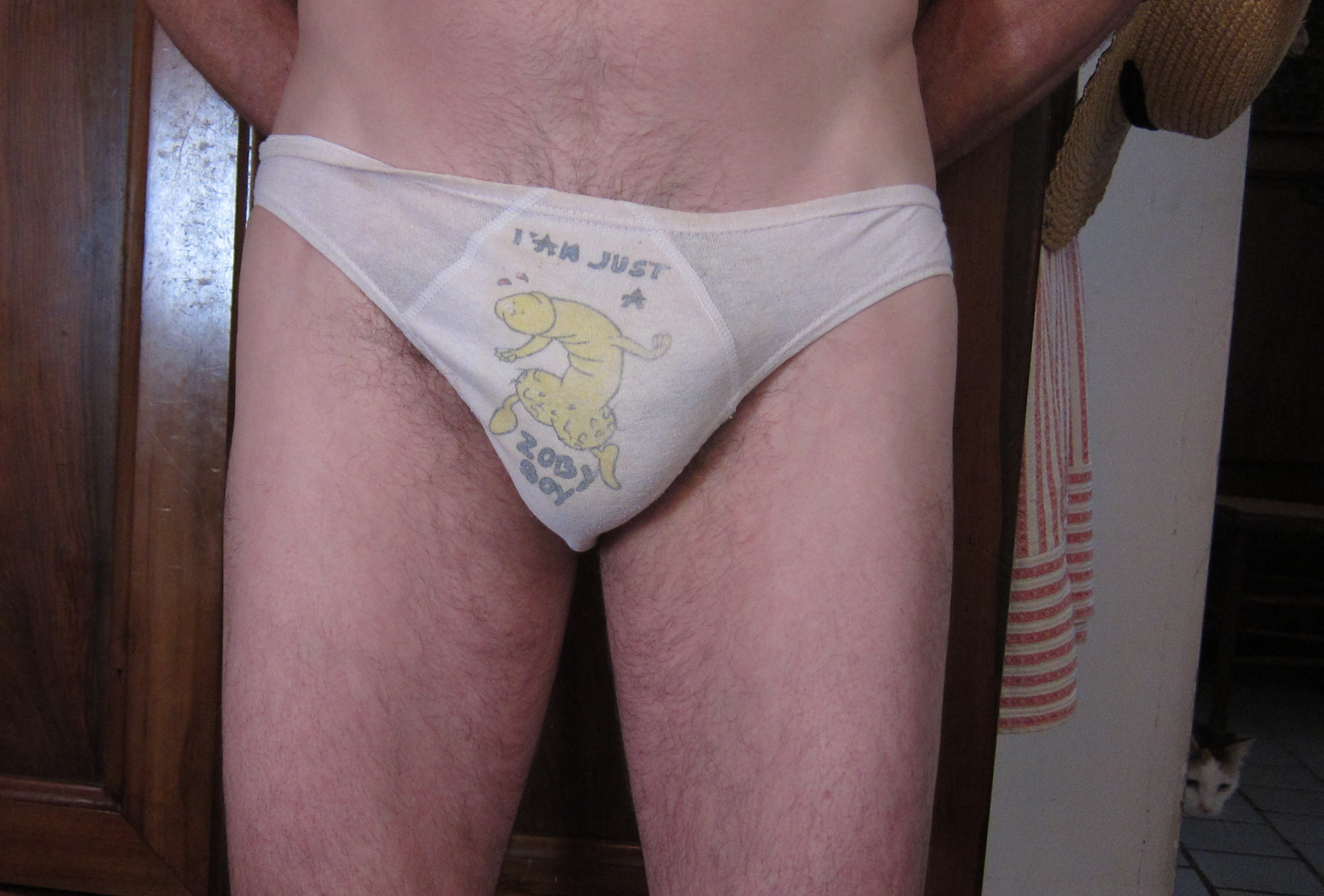
Slip édité par Tulaviok pour la tournée Zob Muzik.

En avril 1984, Mimi Gourdin (guitare) et Pascal Lelievre (batterie), originaires de Bretagne, se retrouvent dans le sud de la France et jouent des riffs punks. Ils sont rapidement rejoints par Tine Ghanem à la basse pendant une courte période et par Daniel Desforges originaire de Bordeaux au chant (ex chanteur de Série Noire, groupe composé de Eric Ferrer (basse), Benoit Destriau (guitare) et Philippe Schneiberger (batterie). Les deux derniers formeront le groupe Camera Silens à Bordeaux). 
Ensemble, ils jouent d'abord sous le nom de Tue la Viock et le premier concert du groupe aura lieu le 21 décembre 1984 à Uzès. A compter de mai 1985, Isa Pecheur prend la basse à la place de Tine Ghanem. En 1986, Mimi remplace Daniel Desforges au chant et, en même temps, Benoît Coudray arrive à la guitare ainsi qu'Annie Menuge aux chœurs. Le groupe tourne alors dans tous les lieux du rock alternatif français sous le nom de Tulaviok.
Le premier album, dédié aux « chansons de cul » et intitulé Dèche à la Ch'touille, est enregistré en avril 1987 au studio de la Loge à Montpellier. Ce disque défraie la chronique à l'époque, à cause de son sexe érectile de 38 cm qui se déplie lorsque la pochette s'ouvre. Orienté vers le « Queue Pon Paillard » ou « Queue rock » titres secondaires au dos de la pochette, le groupe Tulaviok imprime une série de sous-vêtements humoristiques distribués lors des concerts de la tournée «Zob Muzik», sous-titre de l'album. Pascal "le Bleu", artiste transformiste autonome, rejoint la troupe après l'enregistrement de ce premier album Dèche à la Ch'touille en 1987. 
Enfin Cynette "Beaux-Yeux" arrive aux chœurs en 1988. En octobre 1988 est publié Q-sec, le second album de Tulaviok, un disque de « chansons à boire », dont la pochette a, ce coup-ci, la forme d'une bouteille de Jack Daniel's de 95 cm de haut. Après ce second album, Fabrice Albert-Birot remplace Benoit Coudray à la guitare (Fabrice rejoindra ensuite Les Sheriff). Le groupe Tulaviok s'arrête définitivement en juillet 1989, après environ 200 concerts joués dans tout l'Hexagone. 
En 2009 puis en 2019, les albums Dèche à la Ch’touille et Q sec sont réédités par le label punk français Dirty Punk Records (le CD est réédité par Folklore de la Zone Mondiale). Mimi Gourdin meurt le 3 mars 2012. Benoit Coudray, Tine Ghanem et Daniel Desforges sont décédés eux aussi, un peu avant lui.

## Production

### Bollock's Produktion
Le label Bollock's Produktion est créé par Mimi Gourdin et Loulou Laviok pour diffuser leurs premiers albums LP, Dèche à la Ch'touille en 1987 et Q-sec en 1988, tous deux distribués par New Rose. Puis en 1989, pour commémorer le bicentenaire de la Révolution française, Loulou Laviok produit une compilation LP, CD et K7 intitulée Bleu, Blanc, Rock, nous on l’aime sans culotte, réunissant les groupes OTH, Kambrones, Pascal Comelade, Les Sheriff, Suzy et ses Lardons, Bernadette Soubirou et ses Apparitions, Rocco and the rays, Vortex, Kidnappers, Clandestins, Les Ratons Laveurs, La Môme Chipette, Tulaviok, Les Marottes, Les Naufragés.
Ensuite, Loulou Laviok produit en 1990 Dernière partouze avant la bombe, le premier album du groupe Kidnappers d'Aigues-Mortes, sorti en LP, CD et K7. Enfin, en 1991, il sort en CD et K7 la compilation L'Âge d'or de Tulaviok, toujours sur le label New Rose.

### «La Furia»
En 1990, Loulou Laviok et Annie Menuge organisent à Nîmes un gros festival punk alternatif gratuit, qu'ils intitulent « La Furia ». Devant le succès de la première édition, ils renouvellent l'aventure en 1991 à Béziers (près de 20 000 personnes à chaque fois). Le concept est défini dès le départ : « La Furia » se veut annuelle, gratuite et itinérante, et son point d’orgue consiste à transformer un lieu public — en l'occurrence une place de ville — à l’aide de toute la panoplie artistique propre à la culture alternative de l'époque : la musique punk-rock, l'art vivant (performers, bombers, peintres, sculpteurs, danseurs, escaladeurs et comédiens de théâtre de rue), l’art visuel (projections de vidéos, expos de photos…), les sports urbains et extrêmes.
La première édition a lieu en 1990 sur la place Saint-Charles, à Nîmes, avec les groupes musicaux Têtes Raides, Elmer Food Beat, Los Mescaleros, Kingsnakes, Clandestins, Hors la Joie, Dirty Rats Rappers, Les Éjectés, Réactors, Les Jezrks, Katmen, No Comment, les Casse-pieds, Kidnappers, Le Cri de la mouche, Betty's Boop, Roadrunners et Happy Drivers. 
La seconde édition réunit en 1991, sur la place du Champ-de-Mars, à Béziers, les groupes Mano Negra, Les Tambours du Bronx, Tralalère Lulu, Les Éjectés, Suzy et ses Lardons, Kidnappers, French Lovers, Les Vindicators, No Comment, les Casse-pieds, Les Sheriff, Laura a její tygři et Dirty District.

## Musiciens - Musiciennes
- Mimi Gourdin - guitare, chant (influencé par Gene Vincent, les Stones et les Pistols)
- Loulou Laviok - batterie, chœurs (influencé par Peter and the Test Tube Babies, GBH et Ramones)
- Isa Pecheur - basse, chœurs (influencée par New-York Dolls, les Clash et Dead Kennedys)
- Benoît Coudray - guitare (influencé par Radio Birdman, Stooges et le Velvet Underground)
- Annie Menuge - chœurs (influencée par B 52's, Mozart et les Damned)
- Cynette "Beaux Yeux" - chœurs